# Айліль Кайсфіаклах
Айліль Кайсфіаклах (ірл. Ailill Caisfiaclach) — він же: Айліль Криві Зуби, Айліль Зуби Ненависті — верховний король Ірландії (315 — 290 до н. е.) згідно середньовічної ірландської традиційної історії, що була відображена в легендах, міфах та скелах і була записана у ранньому середньовіччі ірландськими монахами. Час правління: 315—290 до н. е. (згідно з «Історією Ірландії» Джеффрі Кітінга) або 443—318 до н. е. (відповідно до «Хроніки Чотирьох Майстрів»). Успадкував трон верховного короля Ірландії від свого батька — Коннла Каема. Правив Ірландією протягом 25 років. Був вбитий Адамайром. «Книга захоплень Ірландії» снхронізує його правління з часом правління Птолемая V Епіфанеса в Єгипті (204—181 роки до н. е.) Але Джеффрі Кітінг та Чотири Майстри вднесли час його правління до більш давніх часів.